# شهرستان بکستر (آرکانزاس)
شهرستان بکستر، آرکانزاس (به انگلیسی: Baxter County, Arkansas) شهرستانی در ایالات متحده آمریکا است که در آرکانزاس واقع شده‌است.

## خصوصیات
شهرستان بکستر ۱٬۵۲۰٫۳۳ کیلومترمربع مساحت دارد.